# Stadion Deodoro
Stadion Deodoro je višešportsko borilište u istoimenoj gradskoj četvrti Rio de Janeira. Izgrađen je za potrebe Olimpijskih igara 2016., a na njemu su održana natjecanja u ragbiju sedam i modernom petoboju na tim Igrama. Također, stadion je bio domaćin utakmica nogometa sa sedam igrača na Paraolimpijskim igrama 2016.
Od pet natjecanja u modernom petoboju na Olimpijskim igrama, ovdje su održana dva: natjecanja u jahanju i streljaštvu.
Osim jahanja i ragbija, na stadionu se može igrati i nogomet i tenis, uz promjenu podloge. Također, održavaju se natjecanja u BMX biciklizmu.

## Vanjske poveznice
- Borilišta Olimpijskih igara - Deodoro (port.)
- Zemljovid i položaj borilišta OI 2016.  Arhivirana inačica izvorne stranice od 17. ožujka 2016. (Wayback Machine) (engl.) (fr.) (port.) (šp.)
- Borilišta Olimpijskih igara 2016. - Google Maps (engl.)